# La Manga del Mar Menor

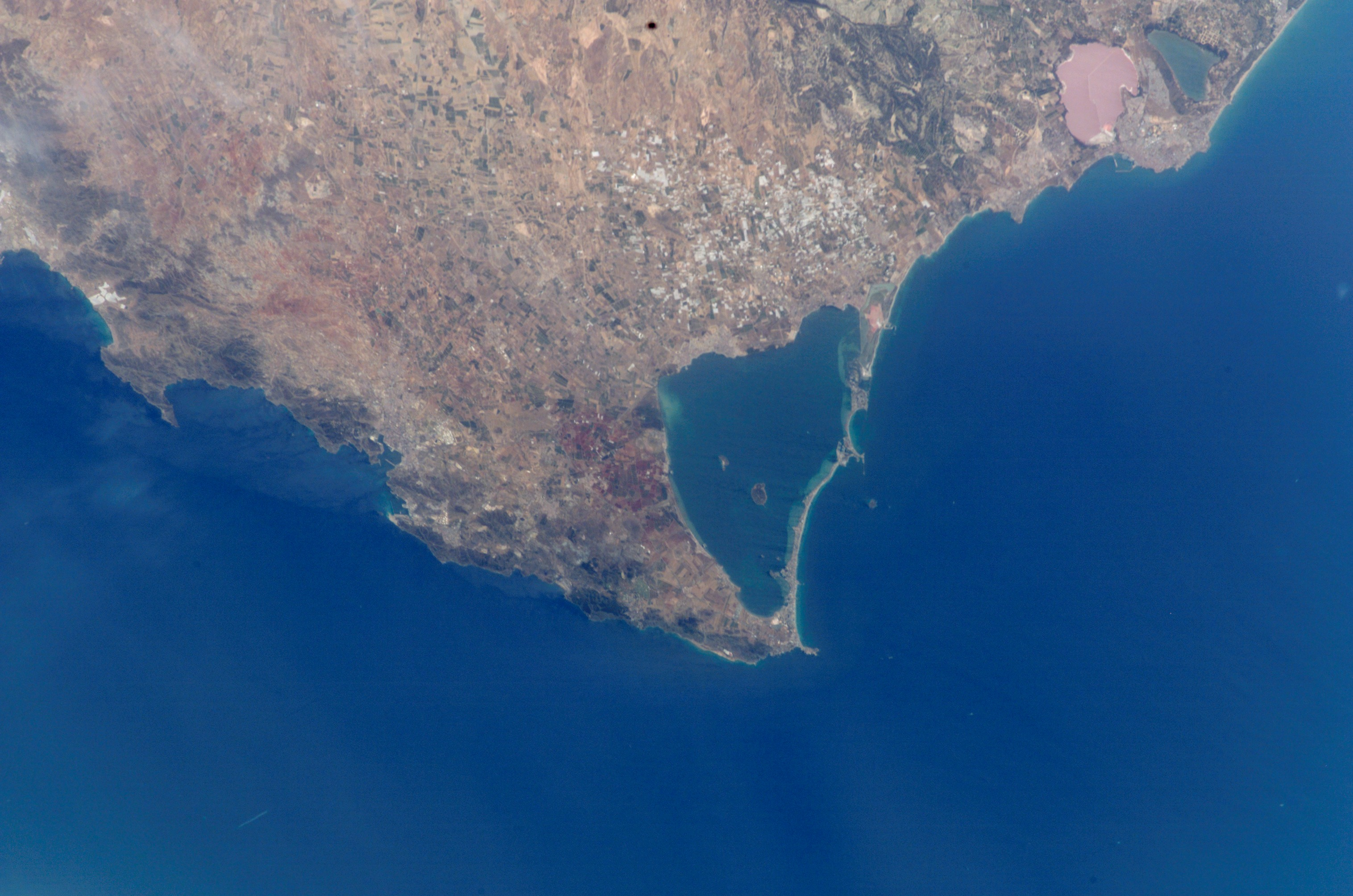
Lage Mar Menor und Cabo de Palos

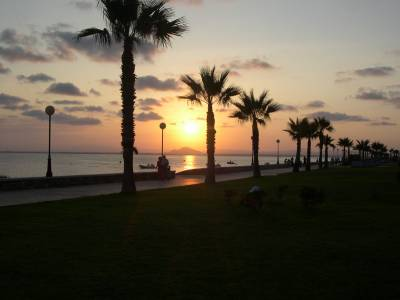
Strandpromenade

La Manga del Mar Menor ist ein Erholungs- und Urlaubsgebiet in der Region Murcia, Spanien und gehört zu den Verwaltungsbereichen der beiden Gemeinden Cartagena und San Javier. Auf Grund seiner Lage und seines milden Mittelmeerklimas ist der Streifen auch als ein Teil der Costa Cálida bekannt.

## Geographie

### Name
Der Name La Manga del Mar Menor ist eine zusammengesetzte Landschaftsbezeichnung bestehend aus der Landzunge La Manga (dt.: Ärmel, aber auch Schlauch) und der Lagune Mar Menor (dt.: kleineres Meer).

### La Manga
Die rund 22 km lange und zwischen rund 100 bis 1500 m breite Nehrung wurde durch Ausbildung von Sandablagerung durch die vorherrschenden Meeresströmungen gebildet. in ihrem Innenbereich liegt die Lagune Mar Menor. Unterbrochen wird La Manga durch vier natürliche Kanäle (golas), die den Wasserfluss zwischen dem Mar Menor und dem offenen Mittelmeer gewährleisten.
La Manga ist eingegrenzt zwischen zwei Naturgebieten: "Parque Regional de las Salinas" und "Arenales de San Pedro" im Norden und den "Salinas de Marchamalo" und "Las Amoladeras" im Süden. Die 44 km langen Strände unterscheiden sich auf der einen Seite durch die Strände des Mar Menors und auf der anderen Seite die typischen Strände des Mittelmeeres.

### Mar Menor
Mar Menor mit einem Umfang von 73 km und einer Fläche von rund 170 km² ist das größte salzhaltige Binnengewässer Europas. Die durchschnittliche Wassertiefe beträgt 2,5 m, die maximale 6,5 m. Mit einem Salzanteil von 42 bis 47 g/l (der höchste Wert Europas) werden dem Wasser heilende therapeutische Wirkungen zugesprochen, allerdings droht die Lagune umzukippen, und nach dem letzten großen Fischsterben im Jahr 2021 wurden 8 Strände gesperrt.

## Naturschutz
La Manga del Mar Menor ist eingegrenzt durch die Naturschutzgebiete Parque Regional de las Salinas und Arenales de San Pedro im Norden und die Salinas de Marchamalo und Las Amoladeras im Süden. La Manga del Mar Menor wurde 1982 von den Vereinten Nationen zur Specially Protected Area of Mediterranean Importance erklärt und wird auf der von der UNEP verwalteten SPAMI-Liste geführt.
In den vergangenen Jahren kam es dennoch im Mar Menor wiederholt zu massivem Fischsterben.

## Klima
La Manga del Mar Menor hat im Durchschnitt 320 Sonnentage im Jahr und etwa 3000 Sonnenstunden. Regen fällt selten, im Jahr weniger als 300 Liter, überwiegend in den Monaten von Januar bis Mai. Dieses beeinflusst die Wassertemperaturen mit 11 °C im Winter und über 30 °C im Sommer.
Die Durchschnittstemperatur während des Jahres beträgt 17 °C. Sie steigt im Juni, Juli, August und September auf Werte über 31 °C. Die Winter sind relativ mild, da in den kältesten Monaten die Temperaturen im Schnitt nicht unter 10 °C sinken.
Die thermische Trägheit in der Lagune liegt unter jener am Mittelmeer. Angesichts der geringen Tiefen an gewissen Küstenstreifen können hier Temperaturen zwischen 18 °C und 36 °C im Sommer festgestellt werden. Die räumliche Verteilung des Wassers ist allerdings uniform, so dass sich die Unterschiede in verschiedenen Bereichen auf unter 1–2 °C beschränken.

## Sprache
In der Region um La Manga del Mar Menor wird ein eigener Dialekt gesprochen, der als Murciano oder Panocho bekannt ist. Er unterscheidet sich oft deutlich vom eigentlichen Castellano und enthält Lehnwörter aus dem Katalanischen, wie zum Beispiel der Leuchtturm Cabo de Palos wird Cap de Pals genannt. Diese Schreibweise ist auch auf vielen Landkarten und Veröffentlichungen zu finden.

## Verkehr
In 40 bzw. 50 Kilometer Entfernung von der Lagune (Nord- bzw. Südseite der Nehrung) befindet sich der 2019 eröffnete internationale Aeropuerto Internacional de la Región de Murcia. Eine Eisenbahn-seitige Verkehrserschließung besteht von Cartagena über Murcia nach Alicante und von dort weiter nach Barcelona. Eine weitere Strecke führt nach Lorca.
Der Straßenverkehr ist mit der Autopista del Mediterráneo AP-7 und der N-332 in Nord-Süd-Richtung dual für den Nah- und Fernverkehr versorgt.
In direkter Lage unmittelbar an der Lagune befindet sich der seit 1995 auch zivil genutzte ehemalige internationale Flughafen von San Javier, der seit Januar 2019 wieder nur noch militärischen Zwecken dient.

## Tourismus
La Mangas Infrastruktur beinhaltet Hotelanlagen, Apartmentanlagen, Campingplätze, Häfen, Segelschulen, Rekreationszentren, Supermärkte, Geschäfte, Bars und Diskotheken, die zum Teil auch im Winter und Herbst geöffnet sind.
Durch die Lage zwischen Binnensee und Meer ist La Manga auch ein bekannter Ort für Wassersport. Es gibt Segel- und Wasserskischulen, die regelmäßige Kurse anbieten, sowie Windsurfen und Katamaran-Kurse. Auch wird Tauchsport um Cabo de Palos und den felsigen Tiefen neben der Isla Grosa betrieben.

### Strände

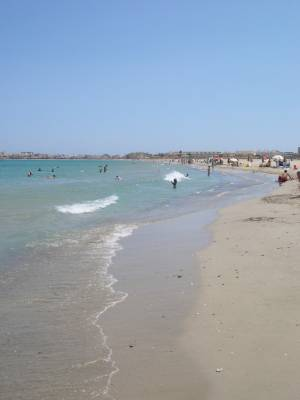
Playas de la Manga del Mar Menor

Die rund 44 km langen Strände unterscheiden sich auf der einen Seite durch die Salzseestrände des Mar Menors und auf der anderen Seite durch die typischen Strände des Mittelmeeres.
| Gemeindegebiet San Javier - Esculls de la Llana y Encañizada - Playa La Veneziola - Playa El Pudrimel - Playa Chica - Playa Ensenada del Esparto - Escollera de Poniente - Escollera de Levante - Playa Mistral - Playa del Estacio - Playa Matasgordas - Playa Las Antillas - Playa El Arenal - Playa El Pedruchillo - Playa Leveche - Playa Alíseos - Banco del Tabal - Playa La Isla | Gemeindegebiet Cartagena - Playa Perla de Levante - Playa de Islas Menores - Playa de Mar de Cristal - Playa Honda - Playa Paraíso - Playa de Los Alemanes - Playa de Marchamalo - Playa del Vivero - Playa Puerto Bello - Playa Cavanna - Playa del Ciervo - Cala del Pino - Playa Galúa - Playa Barco Perdido - Playa de Las Sirenas - Playa Entremares - Playa Las Amoladeras | - Playa de Levante - Playa La Galera - Cala Las Escalerillas - Cala Túnez - Playa Calafría - Cala Roja - Cala Botella - Cala de las Melvas - Playa La Barra - Cala Abellán - Cala Medina - Cala Flores - Playa del Descargador - Cala Reona - Cala Magre - Cala Arturo - Playa de las Cañas | - Playa Larga - Playa Negrete - Playa Parreño - Cala del Reventón - Cala de las Mulas - Cala del Cuervo - Cala del Barco |

## Inseln im Mar Menor
- Isla Perdiguera
- Isla Mayor auch Isla del Barón
- Isla del Ciervo
- Isla Grosa (im Mittelmeer)